# O pisică în ploaie
„O pisică în ploaie” (în engleză Cat in the Rain) este o povestire din 1925 a scriitorului american Ernest Hemingway.